# Сахалинский мост
Сахалинский мост — проект транспортного перехода через пролив Невельского от мыса Лазарева на материке к мысу Погиби на Сахалине. Рассматривался как альтернатива незавершённому строительству подводного тоннеля, несмотря на то, что после Нефтегорского землетрясения в 1995 году и Углегорского в 2000 году северный Сахалин и западная часть среднего Сахалина признаны районами с высоким уровнем сейсмической опасности.

## История
Впервые о том, что Сахалин является островом, стало известно в 1849 году, когда капитан Геннадий Невельской прошёл отделяющий Сахалин от материка пролив, впоследствии названный его именем. В самом узком месте ширина пролива составляет 7—8 км.
Проблема постоянной транспортной связи Сахалина с материковой частью России рассматривается с конца XIX века. Тогда на имя главы Приамурского генерал-губернаторства Андрея Корфа была подана докладная записка отставного капитана артиллерии Владимира Буткова, который предложил соединить материк и остров насыпью и сделать это руками заключённых сахалинской каторги. По мнению Буткова, такая насыпь не только связала бы материк с островом, но и перекрыла холодные воды с севера, улучшая климат на Дальнем Востоке. Однако проект был оставлен без внимания.
В конце 1920 годов в районе пролива Невельского СССР проводил инженерные изыскания, однако из-за высокой сложности и сейсмоопасности от проекта отказались.
В начале 1950 годов при рассмотрении трёх вариантов (насыпь, мост и тоннель) было выбрано строительство тоннеля. Согласно секретному Постановлению Совета Министров СССР от 05.05.1950 «О строительстве железной дороги Комсомольск — Победино на Сахалине, тоннельного перехода и паромной переправы через Татарский пролив» тоннель под проливом Невельского должен был стать частью этого проекта. Запуск тоннеля в эксплуатацию планировался на конец 1955 года. Весной 1953 года после смерти Сталина и массовой амнистии для заключенных, составлявших большую часть строителей, работы на объекте были прекращены.

## Обсуждение проекта

Условная схема железной дороги на Сахалин через мост (2020)

Проект строительства моста обсуждается в Российской Федерации с 1999 года. Тогда этот вопрос поднял министр путей сообщения Николай Аксёненко. Тогда правительство утвердило Федеральную целевую программу «Модернизация транспортной системы России (2002—2010 годы)». Она предусматривала строительство «железнодорожной линии, соединяющей остров Сахалин с материком (507 км), для освоения грузопотока в размере 5—7 млн т в год с возможным ростом в перспективе до 20 млн т». Но эта часть была исключена из программы в 2006 году.
В феврале 2008 года в администрации Сахалинской области было проведено заседание по вопросам транспортного сообщения области с материком. В разработке транспортного перехода приняли участие 14 проектных и научно-изыскательских институтов. Стоимость строительства оценена в 300—330 млрд рублей. Генеральным подрядчиком выступило государственное научно-исследовательское учреждение «Совет по изучению производительных сил» Минэкономразвития РФ и РАН. Проект включал строительство самого перехода от станции Селихино до станции Ныш и строительство железнодорожной ветки Ильинский — Углегорск. Суммарные объёмы отправляемых грузов со станций Сахалинской железной дороги при завершении строительства к 2025 году предполагались около 24 млн тонн. А загрузка тоннельно-мостового перехода к тому же сроку — чуть более 9 млн тонн. Строительство перехода на Сахалин было включено в Стратегию развития железнодорожного транспорта РФ до 2030 года, которая утверждена распоряжением правительства от 17 июня 2008 года.
В июне 2013 года разработчики технико-экономического обоснования мостового перехода определились с конструктивным решением. Предложенный вариант — двунаправленный железнодорожный мост с уклонной двойной тягой. Длина моста по предложенному проекту — 5959 м. Для формирования постоянного железнодорожного сообщения проект предусматривает прокладку рельсов от железнодорожной станции Селихин, расположенной на Байкало-Амурской магистрали в районе города Комсомольск-на-Амуре, до станции Ныш на острове Сахалин. Общая протяжённость железнодорожной линии — 585 км.
15 июня 2017 года Президент России Владимир Путин во время «Прямой линии» на соответствующий вопрос ответил, что «планы моста на Сахалин реанимируются». 22 ноября 2017 года министр транспорта России Максим Соколов сообщил, что проектирование железнодорожного моста на Сахалин начнётся в 2018 году.
5 декабря 2017 года пресс-служба правительства Сахалинской области сообщила, что строительство транспортного перехода «Сахалин — материк» может начаться в 2021 году.
Общая стоимость проекта оценивается в 540,3 млрд рублей, из которых почти половина (252,8 млрд рублей) будет затрачена на сооружение 6-километрового моста. Ещё порядка 100 млрд рублей потребуется на модернизацию транспортной инфраструктуры на Сахалине. В 2018 году стоимость строительства Сахалинского моста, в пересчёте на километр, оценивалась в 3,5 раза дороже Крымского моста.
24 июля 2018 года Владимир Путин во время встречи с губернатором Сахалинской области Олегом Кожемяко, отвечая на вопрос губернатора о строительстве моста, сказал что поручил правительству проработать вопросы, связанные со строительством перехода на остров Сахалин.
18 октября 2018 года первый замминистра транспорта Иннокентий Алафинов сообщал, что строительство Сахалинского моста Министерством транспорта России в ближайшее время не планируется, а проект строительства Сахалинского моста не включён в комплексный план государственной программы «Развитие транспортной системы» на 2019 год.
30 декабря 2020 года вице-премьер России Марат Хуснуллин назвал проект строительства моста на Сахалин хорошей идеей, но тут же добавил, что пока денег на такую стройку нет.
Вопрос строительства моста вновь был озвучен на встрече Президента России с губернатором Сахалинской области Валерием Лимаренко 3 апреля 2024 года: «Сразу хочу Вам сказать, что в будущем мы рассчитываем, что у нас появится мост. Если раньше аргументов было мало, сейчас скажу, что у нас начала развиваться промышленность, появляется дополнительная грузовая база». Стоимость проекта ориентировочно: 300 миллиардов – мост и 300 миллиардов – подходы.

### Оценки
18 июня 2019 года замминистра по развитию Дальнего Востока и Арктики Александр Крутиков сообщил, что стоимость строительства Сахалинского моста и сопутствующего глубоководного порта, необходимого для загрузки мостового перехода, оценивается в 433 млрд рублей.
Губернатор Сахалинской области Олег Кожемяко в 2015 году высказывался против строительства моста, считая его слишком дорогим и нецелесообразным проектом. К 2018 году его мнение поменялось на прямо противоположное. Теперь он считает, что мост даст возможность удешевить доставку грузов на остров, а также позволит жителям Сахалина «чувствовать себя менее оторванными от материковой России». Заместитель генерального директора Дальневосточного НИИ морского флота, кандидат технических наук Евгений Новосельцев считает, что переход на Сахалин в сочетании с мощным портом по ситуации на 2018 год крайне необходимы российской экономике. Мост на Сахалин мог бы обеспечить связь материка с Японией в случае строительства перехода через пролив Лаперуза. Это позволит продлить Транссибирскую железнодорожную магистраль до острова Хоккайдо, увеличить грузо- и пассажиропоток на сахалинском мосту и ускорить его окупаемость. Однако позиция Японии по этому вопросу остаётся противоречивой. В поддержку проекта выступает полпред президента в ДФО Юрий Трутнев и глава Сахалинской области Валерий Лимаренко, который утверждает, что «мостовой переход Сахалин — материк позволит максимально использовать потенциал островной области для транзита грузов».
Мнение о экономической нецелесообразности строительства Сахалинского моста высказали министр финансов Антон Силуанов и специальный представитель президента по вопросам природоохранной деятельности, экологии и транспорта Сергей Иванов, так как строительство железной дороги длиной 536 км по Хабаровскому краю обойдётся гораздо дороже строительства самого моста, а грузов для Сахалинского моста нет. Пресс-секретарь президента РФ Дмитрий Песков заявил, что вопрос о строительстве Сахалинского моста обсуждается, но конкретных планов его строительства нет. Есть мнение, что возведение моста экономически нецелесообразно и не окупится, так как для него недостаточно грузов — главным грузом для переправы мог бы стать уголь, однако, ни один из грузовладельцев-угольщиков не поддержал инициативу.

## Планы
В октябре 2018 года компания РЖД отказалась от идеи строить транспортный переход на Сахалин на свои средства. В целевом сценарии обновлённой инвестиционной программы РЖД на 2018—2025 годы возведение моста не упоминалось, а для подготовки технико-экономического обоснования в РЖД готовы были дать лишь 3,5 млрд руб, остальные 536,8 млрд руб. (из 540,3 млрд руб.) должны были предоставить частные инвесторы.
30 октября 2019 года глава ОАО РЖД Олег Белозёров сообщил на встрече с журналистам, что Сахалинский мост будет учтён в стратегии развития компании до 2030 года — «возможно, до 2035 года». 2 октября 2019 года стало известно, что РЖД включило строительство моста на Сахалин в инвестиционную программу на 2020—2022 годы с начальной и конечной точками маршрута Селихин — Ныш. При этом в документе оговаривается, что строительство «зависит от параметров привлечения бессрочных облигаций с гарантированной доходностью до 250 млрд руб». Срок окупаемости с момента ввода в эксплуатацию — 20 лет. На совете директоров РЖД вопрос механизма привлечения частных инвестиций не рассматривался. Помимо РЖД финансировать проект должны были бюджет (100 млрд руб.), Фонд развития Дальнего Востока (90 млрд руб.) и Корпорация развития Сахалинской области (60 млрд руб.). Также была предложена нулевая ставка налога на имущество до 2073 года. Строительство полностью или частично могло быть передано в концессию.